# Newtownards Road
Newtownards Road är ett protestantiskt arbetarklassområde i östra Belfast i Nordirland. Gatan går från centrum i Belfast öster ut förbi Harland and Wolffs skeppsvarv, där många som bor på gatan jobbar. I centrum går gatan förbi Stormont. Området gränsar till katolska Short Strand och under konflikten i Nordirland var det våldsamheter här. En fredsmur skiljer områdena åt.

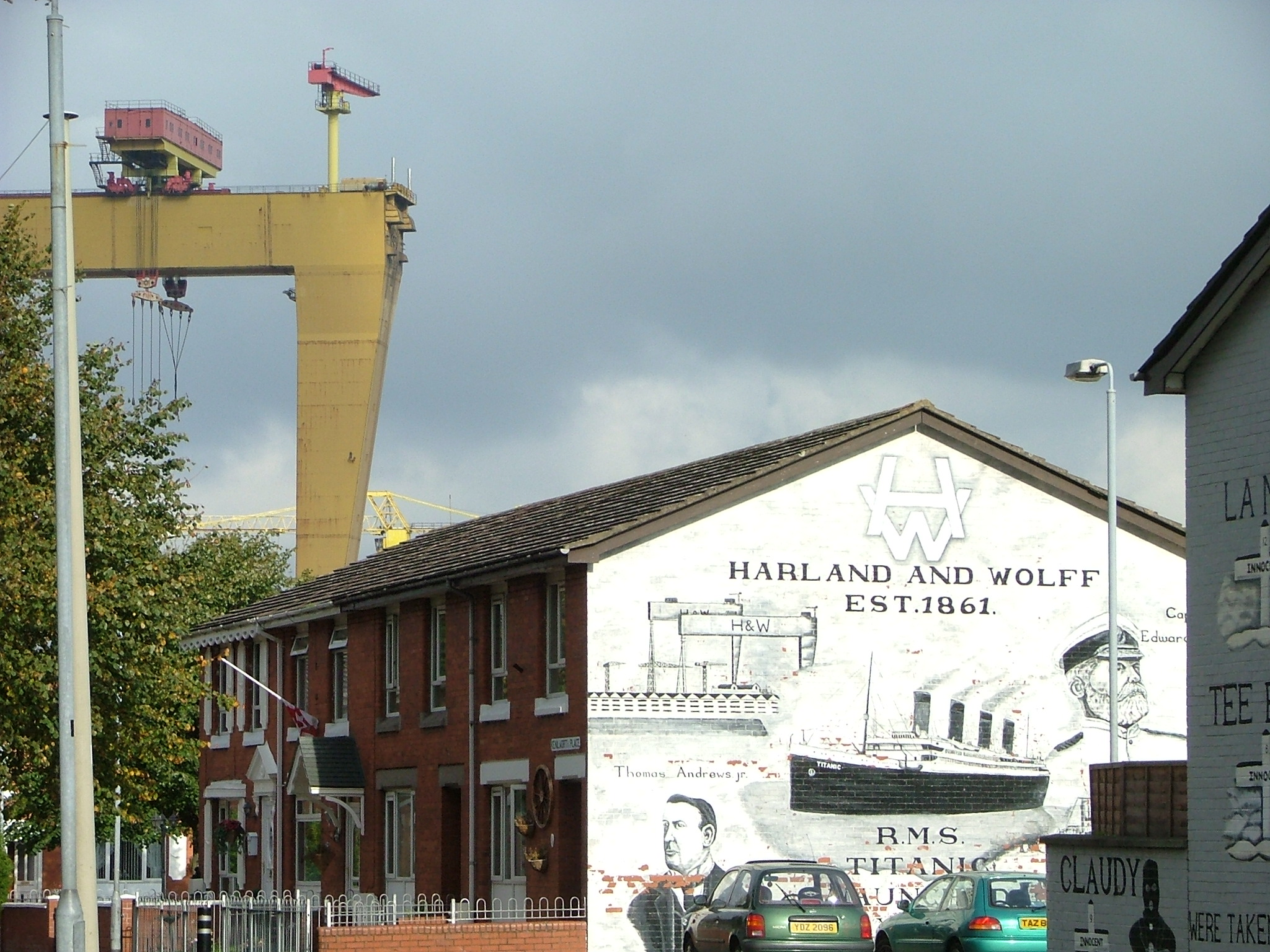
Väggmålning på Newtownards Road, i fotots bakgrund  Harland and Wolffs skeppsvarv. Målningen visar det mest kända skepp som byggts på varvet – Titanic.
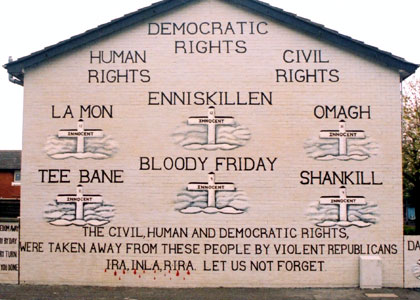
Unionistisk väggmålning på Newtownards Road. Den påminner om några av IRA:s bombdåd.